# 79
Cette page concerne l'année 79  du calendrier julien. Pour l'année 79 av. J.-C., voir 79 av. J.-C. Pour le nombre 79, voir 79 (nombre).
L'année 79 est une année commune qui commence un vendredi.

## Événements
- En Gaule, le chef des Lingons Julius Sabinus est arrêté par les Romains, envoyé à Rome et exécuté sous Vespasien avec sa femme Éponine[1].
- Exécution de Alienus Caecina, poignardé lors d'un banquet sur ordre de Titus, et suicide de Titus Clodius Eprius Marcellus, accusateur de Thrasea Paetus, condamné par Titus pour conspiration contre Vespasien[1].
- Fin de la construction du théâtre de Segóbriga dont la construction avait commencé sous le règne de Tibère.

- 23 juin : mort de Vespasien. Début du règne de son fils Titus, empereur romain (fin en 81). Pour ne pas déplaire au Sénat, Titus éloigne sa maîtresse juive Bérénice. Il couvre Rome de largesses[2].

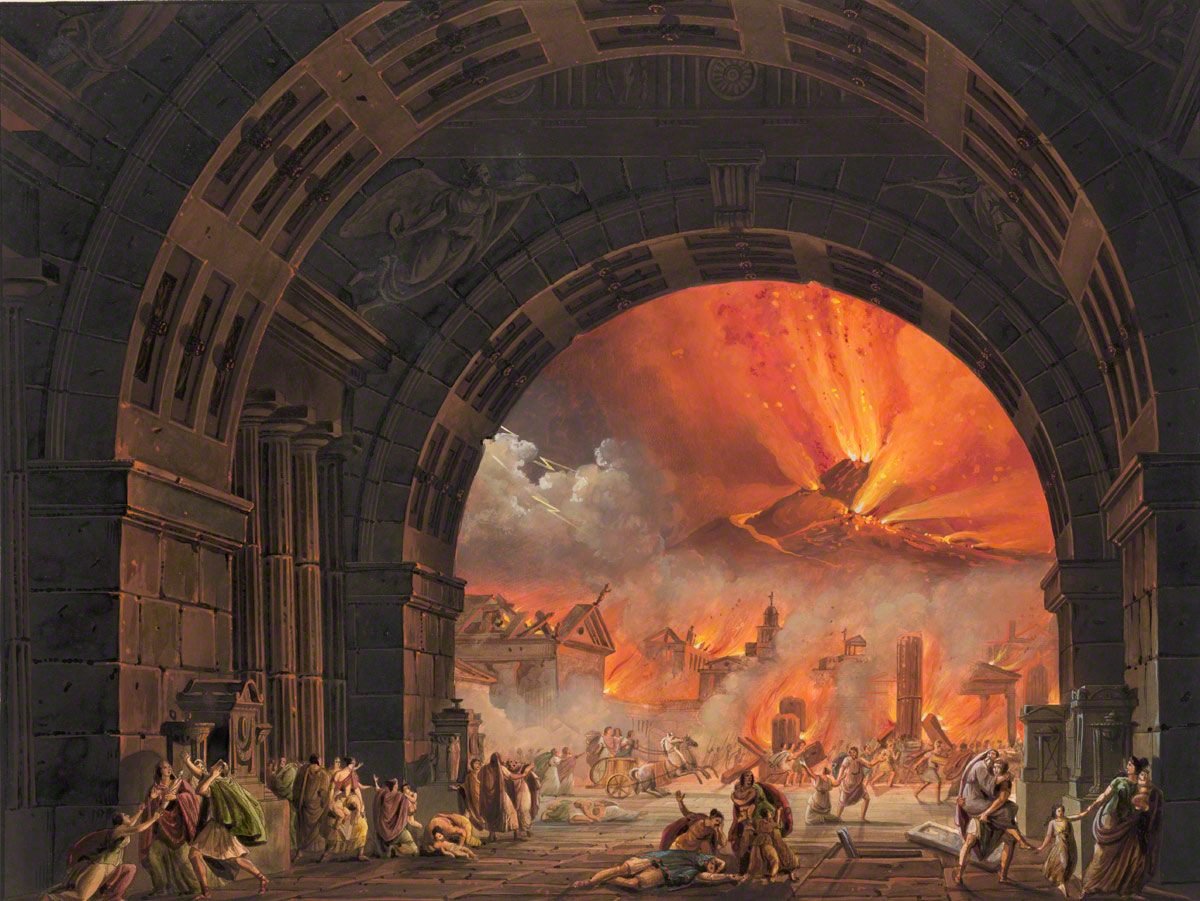
Alessandro Sanquirico Éruption du Vésuve, 1827, (décoration de l'opéra de Giovanni Pacini Le Dernier Jour de Pompeï)

- 24 octobre (selon un graffiti découvert en 2018 qui corrobore des preuves archéologiques anciennes[3]) : destruction de Pompéi (autrefois datée du 24 août[4]). Le Vésuve entre en éruption recouvrant la ville de Pompéi sous sept mètres de cendre brûlante, le port d'Herculanum sous seize mètres de lave[5] ainsi que les localités d'Oplontis et de Stabies.

- Agricola, gouverneur de Bretagne, fonde le fort de Mamucium, à l'origine de Manchester[6]. Il commence ses campagnes en direction du nord, poussant peut-être la frontière jusqu'à la ligne Tyne-Solway Firth, limite nord de l'ancien royaume des Brigantes[7].
- Le roi des Parthes Pacorus II est déposé par son compétiteur Artaban IV, puis restauré après un an ou deux[8].
- Discussions du Pavillon du Tigre blanc. En Chine, une commission de lettrés fixe le texte des œuvres attribués à Confucius et à son école (Baihutong). Ce texte prend une valeur canonique[9].

## Naissances en 79
- Hedi, empereur de Chine de la dynastie Han (79-106).

## Décès en 79
- 23 juin : Vespasien, (° 9) empereur romain ;
- 23 septembre : Lin (° v. 17), 2e pape de l'Église catholique ;
- 24 octobre :
  - Drusilla (° 38), fille de Hérode Agrippa Ier, et épouse d'Antonius Felix, lors de l'éruption du Vésuve ;
  - Agrippa, fils de la précédente et d'Antonius Felix, lors de l'éruption du Vésuve ;
- 25 octobre[4] : Pline l'Ancien, (° 23 ou 24) écrivain et naturaliste romain, lors de l'éruption du Vésuve à Stabies.